# Txitàievo
Txitàievo (en rus: Читаево) és un poble de la República de Komi, a Rússia, segons el cens del 2010 tenia 281 habitants.